# 阿塔科拉河
阿塔科拉河是西非尼日爾河的支流，發源自貝寧北部，往北流成為貝寧─布基納法索和貝寧─尼日爾接壤的邊境一部分。阿塔科拉河注入尼日爾河的地方是貝寧的最北端，而部分河道也是布基納法索的最東點。